# 中國—多米尼克關係
中國—多米尼克關係（英語：China–Dominica relations）是指中國和多米尼克之間的外交關係，兩國於2004年3月23日建交。

## 高層交往
中國訪多的有：外交部副部長楊潔篪（2006年）、全國人大常委會副委員長顧秀蓮（2007年）、中聯部部長王家瑞（2009年）、全國人大常委會副委員長陳昌智（2012年）、外交部部長助理華春瑩（2023年）。
多米尼克訪華的有：總理斯凱里特（2005年正式訪華；2004年、2007年、2008年、2013年、2014年、2015年、2016年、 2017年、2018年、2019年非正式訪華）、總統利物浦（2006年、2008年、2010年非正式訪華）、議長奈茨（2006年）、外長薩瓦林（2007年來華參加第二屆中國—加勒比經貿合作論壇）、外長巴倫（2015年出席中拉論壇首屆部長級會議、2019年來華參加中國和加勒比建交國外交部間第七次磋商）、多米尼克工黨主席賽讓（2015年出席中拉政黨論壇首次會議）、外長亨德森（2023年來華參訪並出席博鰲亞洲論壇2023年年會）等。

## 經貿關係
2011年，中多双边贸易额为2688.5万美元，其中中國出口2649万美元，进口39.6万美元。中國主要出口机电产品、纺织品、服装及鞋类，主要进口废铝、医疗仪器及器械等。

## 旅行与签证
多米尼克被列入中国公民出境旅游目的地国。2014年，多米尼克单方面允许中国公民持普通护照免签证入境多米尼克21天。2021年，两国在罗索簽署互免簽證協議，多米尼克公民将可以免签证入境中国。两国未建交期间，中国对多米尼克事务曾由驻巴巴多斯大使馆兼辖。

## 外部連結
- 中华人民共和国驻多米尼克国大使馆官方网站（简体中文）（英文）
  - 中华人民共和国驻多米尼克国大使馆经贸之窗官方网站（简体中文）
- 多米尼克驻华大使馆商务处官方网站（简体中文）（英文）